# Galeon
 (septembre 2012).
Si vous disposez d'ouvrages ou d'articles de référence ou si vous connaissez des sites web de qualité traitant du thème abordé ici, merci de compléter l'article en donnant les références utiles à sa vérifiabilité et en les liant à la section « Notes et références ».
Galeon était un navigateur web basé sur Gecko, le moteur de rendu  de Mozilla, et intégré dans l'environnement GNOME.
Un temps concurrent d'Epiphany, le navigateur officiel de GNOME, Galeon n'est aujourd'hui plus développé, le projet ayant fini par fusionner avec Epiphany.

## Historique des versions
Sorties en 2008 :
- 27 septembre : Galeon 2.0.7
- 6 juillet : Galeon 2.0.6

Sorties en 2006 :
- 16 septembre : Galeon 2.0.2
- 26 février : Galeon 2.0.1

Sorties en 2005 :
- 27 novembre : Galeon 2.0.0

Sorties en 2002 :
- 25 mai : Galeon 1.2.3
- 23 mai : Galeon 1.2.2
- 25 avril : RPM pour SuSE
- 20 avril :  Galeon 1.2.1
- 12 mars : Galeon 1.2.0

## Caractéristiques
- Disponible en anglais, français et japonais.
- Support de la navigation par onglet, ce qui permet 
  - d'ouvrir plusieurs fenêtres à la fois
  - d'avoir plusieurs pages de démarrage simultanées
- Possibilité d'avoir une « barre de formulaires » personnalisable (pour avoir un moteur de recherche intégré à cette barre par exemple)
- Génération d'un portail à partir des favoris
- Propose après un crash trois possibilités :
  - restaurer la situation : il rouvre automatiquement les pages que vous étiez en train de voir avant le crash
  - ignorer la situation, et mettre les pages dans les signets
  - ne pas lancer Galeon

Galeon, comme beaucoup d'autres navigateurs (libres ou non), ne supporte pas par défaut le flash et les applets java.
En novembre 2002, le développeur principal de Galeon, Marco Pesenti Gritti, a décidé de quitter le projet et a créé Epiphany, basé sur le code de Galeon mais avec une interface plus épurée.
Le 22 octobre 2005 les développeurs de Galeon ont décidé de s'allier aux développeurs d'Epiphany ; en effet Epiphany et Galeon étaient en concurrence directe au sein de GNOME car ils étaient, à l'époque, tous deux basés sur Gecko.